# Guatteria schomburgkiana
Guatteria schomburgkiana Mart. – gatunek rośliny z rodziny flaszowcowatych (Annonaceae Juss.). Występuje naturalnie w Kolumbii, Wenezueli, Gujanie, Surinamie, Gujanie Francuskiej, Ekwadorze, Peru, Boliwii oraz Brazylii (w stanach Amazonas, Amapá, Pará, Rondônia, Roraima, Maranhão, Paraíba, Pernambuco i Mato Grosso). 

## Morfologia
PokrójZimozielone drzewo o owłosionych gałęziach.
LiścieMają lancetowaty kształt. Mierzą 8–9 cm długości oraz 2,5 szerokości. Nasada liścia jest ostrokątna lub zbiega po ogonku. Liść na brzegu jest całobrzegi. Wierzchołek jest spiczasty.
KwiatySą zebrane w pęczkach. Płatki mają kształt od podłużnie lancetowatego do podłużnie eliptycznego. Osiągają do 4–8 mm długości.
OwoceMają kształt od kulistego do elipsoidalnego.

## Biologia i ekologia
Rośnie w lasach. Występuje na wysokości do 900 m n.p.m.